# Heteropsomyinae
Sous-famille
Les Heteropsomyinae sont une sous-famille de mammifères de la famille des Echimyidae qui comprend des « rats épineux » originaires d'Amérique latine. Les spécialistes estiment que les rats de cette sous-famille sont tous éteints.
Cette sous-famille a été décrite pour la première fois en 1917 par le mammalogiste américain Harold Elmer Anthony (1890-1970).

## Liste des genres
Selon Mammal Species of the World (version 3, 2005)  (8 oct. 2012) :
- † genre Boromys
- † genre Brotomys
- † genre Heteropsomys

Selon ITIS (8 oct. 2012) :
- † genre Boromys Miller, 1916
- † genre Brotomys Miller, 1916
- † genre Heteropsomys Anthony, 1916
- † genre Puertoricomys Woods, 1989

Selon Paleobiology Database (8 oct. 2012) :
- genre Sallamys

## Publication originale
- Anthony, 1917 : New fossil rodents from Porto Rico, with additional notes on Elasmodontomys obliquus Anthony and Heteropsomys insulans Anthony. Bulletin of the American Museum of Natural History, vol. 2, p. 329–435 (texte original).